# UTair-Flug 471
|  | Dieser Artikel wurde aufgrund von inhaltlichen oder formalen Mängeln auf der Qualitätssicherungsseite des Portals Luftfahrt eingetragen. Dies geschieht, um die Qualität der Artikel aus dem Themengebiet Luftfahrt auf ein akzeptables Niveau zu bringen. Dabei werden Artikel gelöscht, die nicht signifikant verbessert werden können. Bitte hilf mit, die inhaltlichen Mängel dieses Artikels zu beseitigen, und beteilige dich bitte an der Diskussion. Artikel eintragen |

UTair-Flug 471 war ein planmäßiger Flug einer Tupolew Tu-134 am 17. März 2007, an der es nach dem Aufsetzen vor der Landebahn des Flughafens Samara (Russland) zu einem schweren strukturellen Schaden kam. Von den 50 Passagieren und sieben Crew-Mitgliedern starben sechs Passagiere; 20 Personen wurden verletzt, als das Flugzeug auseinanderbrach.

## Hintergrund
Das Flugzeug war eine Tupolew Tu-134 (Luftfahrzeugkennzeichen RA-65021), die von UTair betrieben wurde. Am Tag des Unfalls waren 50 Passagiere und sieben Crew-Mitglieder an Bord.

## Hergang
Das Flugzeug flog den Flughafen Samara an, als es um 10:45 Uhr Ortszeit 400 Meter vor der Landebahn in dichtem Nebel auf den Boden aufsetzte, von dort wieder absprang und sich daraufhin überschlug. Sechs Personen wurden getötet und 20 verletzt, wenngleich das Flugzeug kein Feuer fing.

## Reaktion der Notfallmannschaften
Mindestens 23 Personen wurden in Krankenhäuser in Samara und Tolyatti gebracht, sechs mit schweren Verletzungen. Sechs Personen waren drei Stunden lang in dem Wrack gefangen, bevor sie befreit wurden. 23 waren unverletzt, erhielten aber psychologische Unterstützung im Flughafen.

## Ermittlungen
Nach dem Unfall wurden Ermittlungen aufgenommen. Beide Flugdatenschreiber konnten am selben Tag geborgen werden und wurden zur Ermittlung der Unfallursache ausgewertet.
Die Analyse des Datenrekorder ergab, dass das Flugzeug keine ersichtlichen technischen Fehlfunktionen hatte. Den Ermittlern zufolge liefen beide Triebwerke bis zum Unfall. Das Flugzeug war in Landekonfiguration mit ausgefahrenem Fahrwerk und den Landeklappen auf 30 Grad. Das Flugzeug geriet nicht in Brand, es kam zu keinen Schäden, während es in der Luft war. Hingegen war die Sicht für einen Anflug absolut ungenügend. 
Die Piloten wurden von einem Gericht zu bedingten Gefängnisstrafen verurteilt. Sie hätten auf der Entscheidungshöhe trotz null Sicht den Anflug nicht abgebrochen.

## UTairs Reaktion
Nur Stunden nach dem Unfall gab UTair eine Stellungnahme zu dem Unfall heraus. Demnach sei das Flugzeug in einem technisch guten Zustand gewesen. Unfallursache sei sehr wahrscheinlich das nebelige Wetter gewesen. Die Crew an Bord sei sehr erfahren gewesen. UTair entschied sich, 75.000 US$ für die Hinterbliebenen jedes Toten zu zahlen.